# Jules Cavaillès
Jules Cavaillès fue un pintor francés, nacido en Carmaux en 1901 y fallecido en Épineuil en la región de la Borgoña-Franco Condado en 1977. La placa conmemorativa fijada sobre el muro de la casa marcada con el número 6, de la calle Víctor Hugo en Carmaux recuerda que Jules Cavaillès fue un pintor de la realidad poética y un miembro activo de la resistencia francesa durante la Segunda Guerra Mundial, quien vivió en ese lugar.

## Datos biográficos

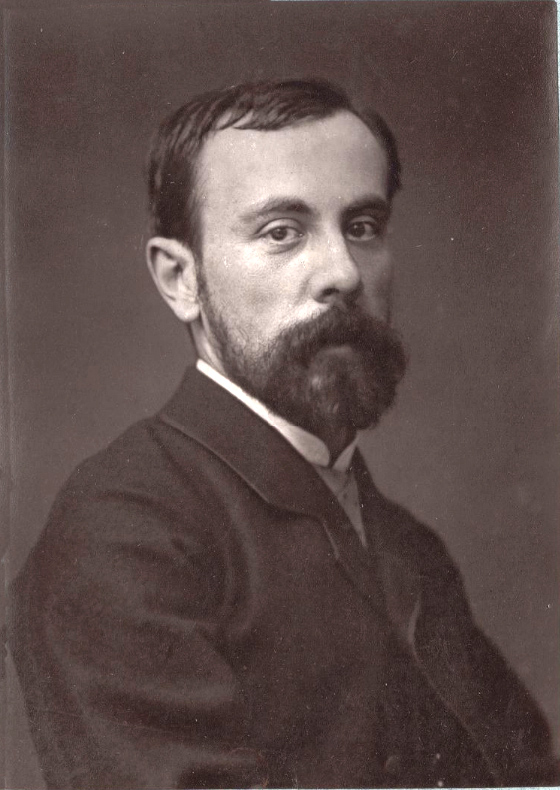
Albert-Émile Artigue.

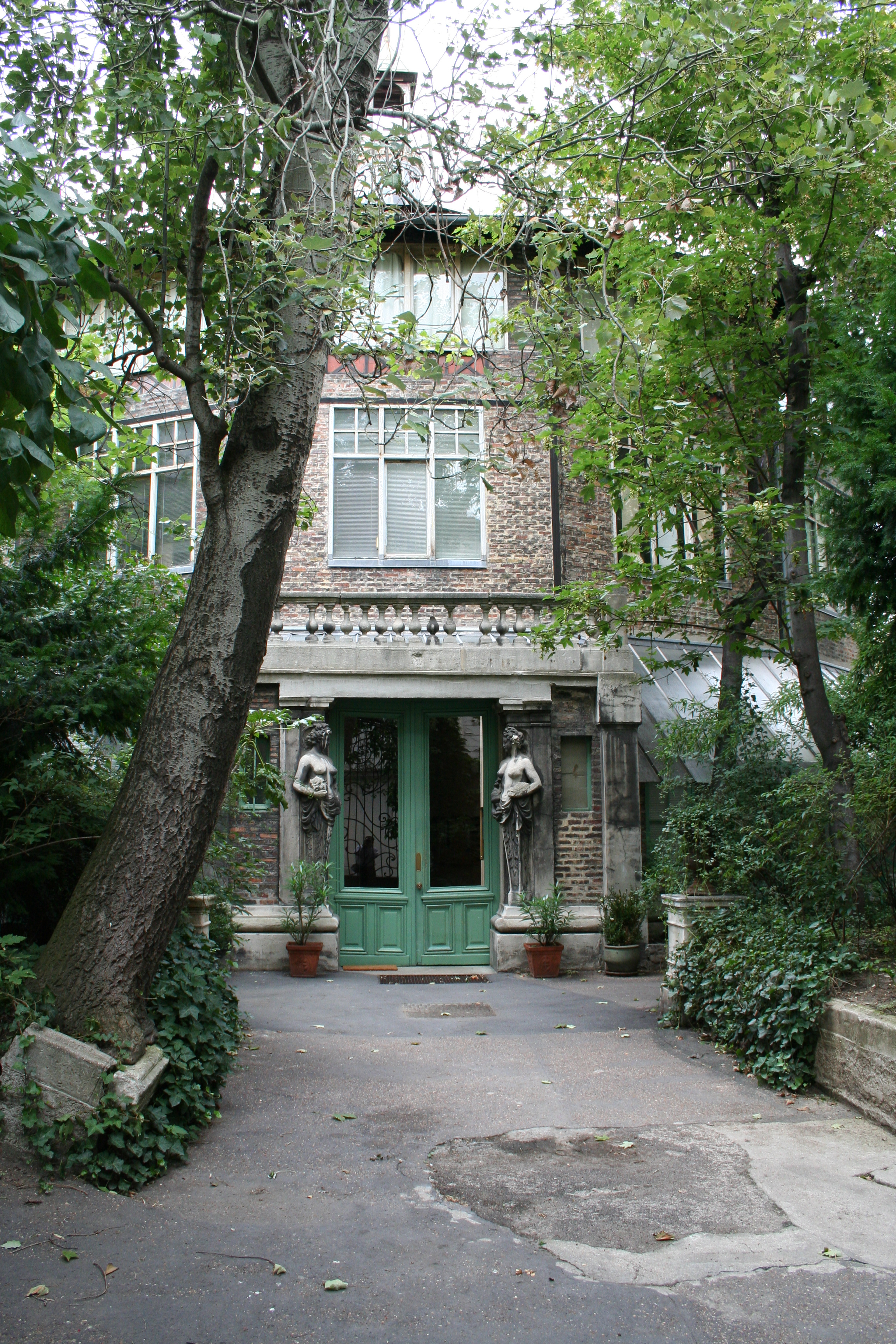
La Ruche (ciudad de artistas), París.

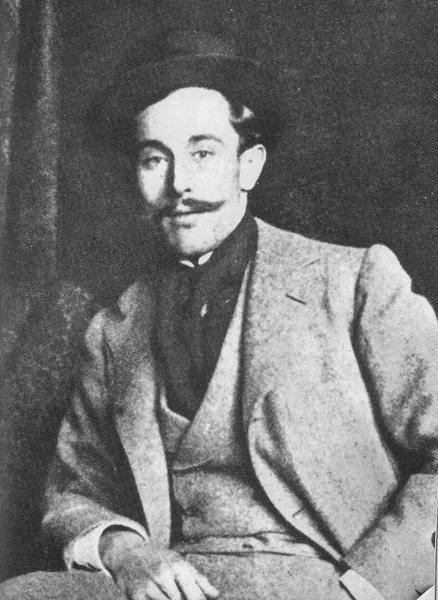
Paul Albert Laurens.

Después de los estudios en el liceo de Albi y después de asistir a la Escuela nacional superior de artes y oficios a Castres, de septiembre de 1918 a diciembre de 1921, Cavaillès trabajó como dibujante industrial para las minas de Carmaux. A la edad de 21 años Jules Cavaillès, animado por Albert-Émile Artigue, abandonó su ciudad natal y partió a París para, con su esposa Rosa Féral (matrimonio el 6 de abril de 1920), instalarse en La Ruche (la Ciudad de los Artistas) y dedicarse a la pintura.
En la Ciudad Luz frecuentó el Museo del Louvre, para después ser alumno en la Academia Julian de Jean-Pierre y Paul Albert Laurens, ambos hijos de Jean-Paul Laurens. Se vinculó después a algunos de sus compañeros de la academia como Amédée de La Patellière, André Dignimont o André Favory y Roger Limouse y compartió con este último el taller para realizar trabajos publicitarios.
Con su esposa Rosa, Jules Cavaillès abrió para allegarse recursos económicos, en la calle del Abad-Groult en el 15.º distrito de París, un pequeño restaurante que fue frecuentado por amigos de la pareja como André Derain, Henri Matisse, Marc Chagall y Pierre Bonnard. En 1936, obtuvo una beca Blumenthal la cual le permitió vivir exclusivamente de su arte. En 1938, fue nombrado profesor en la Escuela Nacional Superior de Artes Decorativas.
Durante la Segunda Guerra Mundial, vuelve a Tarn, donde fue parte de la resistencia francesa. Su taller de pintor se volvió en aquella época cuartel general del grupo de resistentes en la región del Tarn.
Cuando llegó la liberación fue nombrado conservador del museo de Toulouse. Volvió a París el año siguiente, compartiendo su tiempo entre un taller que abrió en la calle de Poissy y su plaza de profesor en la Escuela Nacional Superior de Artes Decorativas.

## Obra

### Murales
- Pabellón del Languedoc, Exposición universal de 1937.[9]
- Ayuntamiento. de Poissy.

### Contribuciones bibliográficas

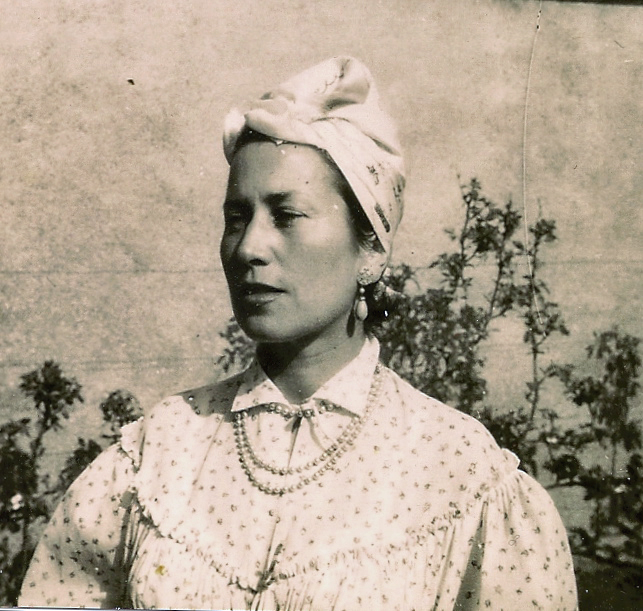
Dominique Rolin

- Jean Giono, Novelas : Cerro - Uno de Baumugnes - Aumento - El gran rebaño - El canto del mundo - Que mi alegría morada Batallas en la montaña, treinta dos ilustraciones fuera de-texto por Jules Cavaillès, Hans Erni, Lucien Fontanarosa, Raymond Guerrero, Élie Lascaux, Maurice-Élie Sarthou, Pierre-Yves Trémois, diez mil dos cien cincuenta ejemplares numérotés, Gallimard, 1956.
- Jean Cassou, Elogio de Cavaillès, siete lithographies originales y culos-de-lampe de Jules Cavaillès imprimidos por Mourlot Hermanos, Ediciones Manuel Bruker, 1958.[10]
- Maurice Toesca, El canto del arroyo, lithographies originales de Jules Cavaillès imprimidas por Mourlot Hermanos, doscientos ejemplares numérotés, El Libro contemporáneo y Los Bibliophiles franco-suizos, 1960.
- Albert Camus, Teatro : Los justos - El malentendido - El estado de escaño - Caligula, vuelo.5 de los Œuvres de Albert Camus, ilustraciones de Jules Cavaillès, Albert Sauret impresor, 1962.
- Veinte fables de La Fontaine, editado bajo la dirección de Jean Cassou para la Cruz Roja francesa, lithographies originales de Yves Alix, Alexander Calder, Casandro, Jules Cavaillès, Antoni Clavé, Paul Merluza, Lucien Coutaud, Salvador Dali, Hermine David, André Dunoyer de Segonzac, Valentine Hugo, Félix Labisse, Jacques Lagrange, André Comerciante, Édouard Pignon, Dom Robert, Georges Rohner, Marc Santo-Saëns y Louis Touchagues, cuarenta y un ejemplares numérotés, Editábamos C. de Acevedo, 1966.
- Dominique Rolin, Carné de Cannes, ilustrado de veinticuatro dibujos de Jules Cavaillès, tres cien cincuenta ejemplares numérotés, colección Carnés de artistas », La Biblioteca de los artes, 1967.
- Colette, Œuvres completas, edición del centenario de Colette, ilustraciones de Guy Bardone, Pierre Boncompain, André Brasilier, Bernard Cathelin, Jules Cavaillès, Lucien Fontanarosa, Jean Fusaro, Pierre Garcia-Fons, René Genis, Paul Guiramand, Jacques Thévenet, Ediciones del Club del honesto hombre, 1973.

### Exposiciones personales
- Galería Druet, Paris, 1937.
- Galería Bäcksbaka, Helsinki, 1941.
- Galería Henri Gaffié, Niza, 1943.
- Galería Saint-Germain-des-Prés, París, 1946.
- Galería André Weil, París, 1948.
- Galería Romanet, París, 1956.
- David Findlay (Galería), Nueva York, 1957, 1958, 1964.
- Galería Abels, Cologne, 1959.
- Galería La Gravure, Paris, mars-avril 1963.
- Arthur Tooth & Sons (Galería), Londres, 1963, 1965.
- Jules Cavaillès - Lumières de Cannes, Galería Schmit, París, 1967.
- Galería Vismara, Mónaco, 1967, 1969.
- Homenaje a Jules Cavaillès, castillo de Guillebaudon, 1969.
- Galería Art et Orient, Paris, 1975.
- Galería des Granges, Ginebra, 1978.
- Cavaillès, Museo Toulouse-Lautrec, Albi, marzo y abril de 1982.
- Wiegersma Fine Art, Bruselas, 2002.
- Galería Quintessens, Utrecht, 2002.
- Galería Waterhouse & Dodd, Londres, 2007.
- Museo de bellas artes de Galliac, 2008, julio a diciembre de 2017.
- Jules Cavaillès, le peintre du bonheur, Galería Fleury, Paris, octubre a noviembre de 2008.
- Museo de Saint-Lo, Museo de Menton, Museo Faure de Aix-les-Bains, 2009.
- Galería Brame et Lorenceau, Paris, junio a julio de 2010.[11]
- Galería Michel Estades, Lyon, marzo de 2013.
- Millon S. V., Galerías, Succession Jules Cavaillès - De l'Académie Julian à La Ruche, Hotel Drouot, Paris, 8 de marzo de 2016, Hommage à Jules Cavaillès.[12]
- Cavaillès ilustrador, Casa del ciudadano, Carmaux, 2017.[13]

## Premios y distinciones
- Primera beca Blumenthal para el pensamiento y el arte francés, 1936.[14]
- Premio Hallmark, 1949.
- Caballero de la Orden de las Palmas Académicas, 1960.
- Caballero de la Orden nacional del Mérito, 1966.[15]
- Comendador de la Orden de las Artes y las Letras, 1966.